# Pigniczki László
Pigniczki László (Budapest, 1937. augusztus 9. –) világbajnoki ezüstérmes, Európa-bajnoki bronzérmes magyar asztaliteniszező.

## Sportpályafutása
1955-ben lett a Budapesti Spartacus tagja, 1957 és 1967 között szerepelt a magyar asztalitenisz-válogatottban. 1964-ben Faházi Jánossal párban, egy évvel később egyéniben nyert országos bajnoki címet. 1966-ban az országos ranglista első helyén állt. Három alkalommal, 1959-ben, 1961-ben és 1965-ben vett részt világbajnokságon, az 1959-es dortmundi versenyen csapatban (Berczik Zoltán, Földy László, Bubonyi Zoltán, Sidó Ferenc) ezüstérmet szerzett. 1960-ban, 1964-ben és 1966-ban szerepelt Európa-bajnokságon, az 1964-es malmői kontinensviadalon Faházival párban bronzérmet szerzett.

## Edzőként
Már aktív pályafutása során is edzősködött a Budapesti Spartacusban, ahol az utánpótlás korosztályokkal foglalkozott. Visszavonulását követően 1975 novemberétől 1979-ig Ausztriában, 1984-től 1988 végéig Magyarországon felelt az asztalitenisz-válogatott irányításáért. 1994 januárjától júniusig a német TTV Alsó-Szászország (TTV Niedersachsen) edzője volt. Magyarországon még a Központi Sport- és Ifjúsági Egyesületnél (KSI) vállalt edzői feladatot.

## Családja
Unokája Pigniczki Fanni, világbajnoki bronzérmes ritmikus tornász.